# Vol Indian Airlines 113
Le vol Indian Airlines 113 était un vol intérieur régulier, reliant Bombay à Ahmedabad, assuré par un Boeing 737-200 de la compagnie Indian Airlines, qui s'est écrasé lors de son approche finale de l'aéroport international Sardar Vallabhbhai Patel le 19 octobre 1988, tuant 133 des 135 personnes à bord. 5 passagers ont d'abord survécu à l'accident et ont été transportés à l'hôpital, mais 3 d'entre eux ont succombé à leurs blessures.

## Avion
L'appareil impliqué était un Boeing 737-2A8, immatriculé VT-EAH, livré neuf à Indian Airlines en décembre 1970, et totalisait 42 831 heures de vol et 47 647 décollages/atterrissages au moment de l'accident.

## Accident
A 06h41, alors que l'avion descendait au niveau de vol 55 (5500 pieds, environ 1700m d'altitude), le vol a reçu l'ordre du contrôle aérien de se présenter au-dessus du récepteur VOR de l'aéroport d'Ahmedabad. La visibilité signalée était de 2000 m avec de la brume, des vents calmes et un QNH de 1010 millibars. L'équipage s'est signalé au-dessus du VOR et s'est préparé pour une approche, en alignement avec la balise DME, sur la piste 23. Le dernier contact radio avec le vol a eu lieu à 06h50.
À 06 h 53, le 737 a heurté des arbres et un pylône à haute tension avant de s'écraser dans une rizière à la périphérie du village de Chiloda Kotarpur, à 2,5 km du seuil de la piste.

## Cause
L'équipage n'a demandé aucune autorisation au contrôle aérien avant d'amorcer l'atterrissage, et n'a pas non plus effectué les annonces standard après 1 000 pieds (300 m). La vitesse de l'avion était de 160 nœuds (300 km/h), ce qui était bien supérieur à la vitesse autorisée, et le pilote est descendu en dessous de 500 pieds (150 m) (altitude minimale de descente) sans avoir la piste en visuel. 
La conversation captée par l'enregistreur phonique a montré que le pilote et le copilote étaient tous les deux concentrés sur leur tentative de voir la piste et qu'ils étaient si concentrés sur leur trajectoire d'approche qu'ils en ont oublié de surveiller leur altitude. Alors que le commandant de bord devait se concentrer sur les instruments de vol, les deux pilotes essayaient de voir la piste sans prêter l'attention nécessaire à l'altimètre, ce qui les a amenés à descendre sous l'altitude minimale de descente et à percuter le sol avant le seuil de piste.